# Communauté de communes Vaison Ventoux
Die Communauté de communes Vaison Ventoux ist ein französischer Gemeindeverband mit der Rechtsform einer Communauté de communes in den Départements Vaucluse und Drôme in den Regionen Provence-Alpes-Côte d’Azur und Auvergne-Rhône-Alpes. Der Gemeindeverband wurde am 10. Dezember 2002 gegründet und umfasst 19 Gemeinden. Der Verwaltungssitz befindet sich im Ort Vaison-la-Romaine. Die Besonderheit ist die Département- und Regions-übergreifende Lage ihrer Gemeinden.

## Historische Entwicklung
Der ursprünglich als Communauté de communes Pays Vaison Ventoux gegründet Verband wurde mit Wirkung vom 1. Januar 2018 auf die aktuelle Bezeichnung umbenannt.

## Mitgliedsgemeinden
| Gemeinde                              | Einwohner 1. Januar 2022 | Fläche km² | Dichte Einw./km² | Code INSEE | Postleitzahl | Region                     | Département |
| ------------------------------------- | ------------------------ | ---------- | ---------------- | ---------- | ------------ | -------------------------- | ----------- |
| Brantes                               | 86                       | 28,18      | 3                | 84021      | 84390        | Provence-Alpes-Côte d’Azur | Vaucluse    |
| Buisson                               | 256                      | 9,49       | 27               | 84022      | 84110        | Provence-Alpes-Côte d’Azur | Vaucluse    |
| Cairanne                              | 1.121                    | 22,51      | 50               | 84028      | 84290        | Provence-Alpes-Côte d’Azur | Vaucluse    |
| Crestet                               | 418                      | 11,48      | 36               | 84040      | 84110        | Provence-Alpes-Côte d’Azur | Vaucluse    |
| Entrechaux                            | 1.164                    | 14,91      | 78               | 84044      | 84340        | Provence-Alpes-Côte d’Azur | Vaucluse    |
| Faucon                                | 454                      | 8,65       | 52               | 84045      | 84110        | Provence-Alpes-Côte d’Azur | Vaucluse    |
| Mollans-sur-Ouvèze                    | 1.055                    | 19,96      | 53               | 26188      | 26170        | Auvergne-Rhône-Alpes       | Drôme       |
| Puyméras                              | 584                      | 14,59      | 40               | 84094      | 84110        | Provence-Alpes-Côte d’Azur | Vaucluse    |
| Rasteau                               | 791                      | 18,81      | 42               | 84096      | 84110        | Provence-Alpes-Côte d’Azur | Vaucluse    |
| Roaix                                 | 622                      | 5,83       | 107              | 84098      | 84110        | Provence-Alpes-Côte d’Azur | Vaucluse    |
| Sablet                                | 1.433                    | 11,10      | 129              | 84104      | 84110        | Provence-Alpes-Côte d’Azur | Vaucluse    |
| Saint-Léger-du-Ventoux                | 27                       | 19,29      | 1                | 84110      | 84390        | Provence-Alpes-Côte d’Azur | Vaucluse    |
| Saint-Marcellin-lès-Vaison            | 335                      | 3,56       | 94               | 84111      | 84110        | Provence-Alpes-Côte d’Azur | Vaucluse    |
| Saint-Romain-en-Viennois              | 860                      | 9,00       | 96               | 84116      | 84110        | Provence-Alpes-Côte d’Azur | Vaucluse    |
| Saint-Roman-de-Malegarde              | 339                      | 8,21       | 41               | 84117      | 84290        | Provence-Alpes-Côte d’Azur | Vaucluse    |
| Savoillan                             | 74                       | 8,81       | 8                | 84125      | 84390        | Provence-Alpes-Côte d’Azur | Vaucluse    |
| Séguret                               | 773                      | 21,04      | 37               | 84126      | 84110        | Provence-Alpes-Côte d’Azur | Vaucluse    |
| Vaison-la-Romaine                     | 5.920                    | 26,99      | 219              | 84137      | 84110        | Provence-Alpes-Côte d’Azur | Vaucluse    |
| Villedieu                             | 480                      | 11,38      | 42               | 84146      | 84110        | Provence-Alpes-Côte d’Azur | Vaucluse    |
| Communauté de communes Vaison Ventoux | 16.792                   | 273,79     | 61               | –          | –            | –                          | –           |